# فردریکا ویلسون
فردریکا ویلسون (به انگلیسی: Frederica Wilson) نمایندهٔ حوزه انتخابیه فلوریدا از حزب دموکرات ایالات متحده آمریکا در مجلس نمایندگان ایالات متحده آمریکا است که برای نخستین‌بار در ۷۱ ژانویه ۲۰۱۱ میلادی به‌عضویت این مجلس درآمد.